# Leo Goodwin
Leo Joseph Goodwin (New York, 1883. november 13. – New York, 1957. május 25.) olimpiai bajnok amerikai úszó, vízilabdázó, műugró.